# 인산산맥

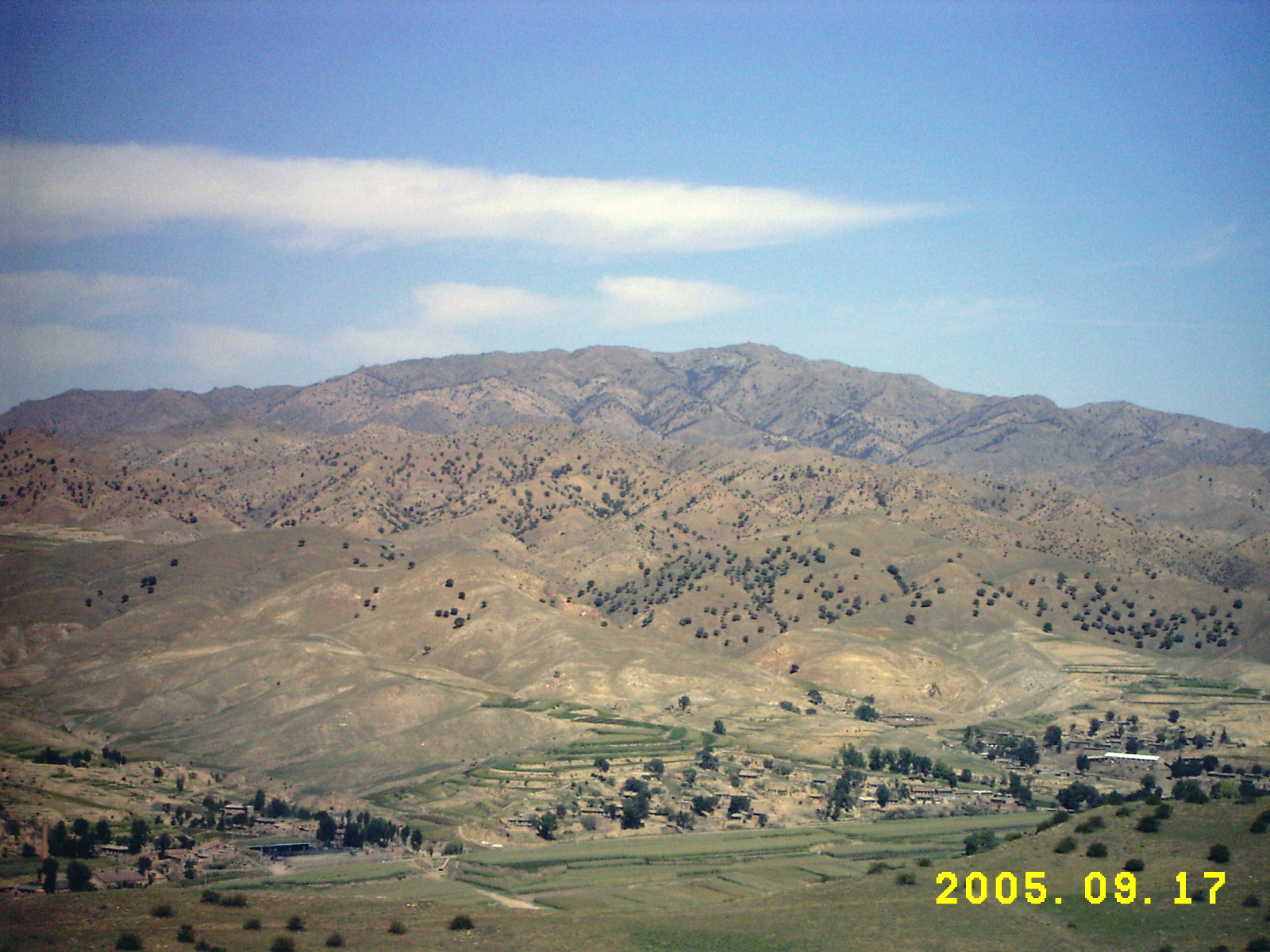

인산 산맥(중국어: 阴山)은 내몽골 자치구 고비 사막 동부의 남쪽 경계와 허베이성의 북쪽 경계를 형성하는 산맥이다. 산맥은 남서쪽으로 황하 만곡부 북쪽 랑산에서 시작하여 린허에서 2300m로 높아졌다가 우위안 북쪽에서 1500m로 낮아지며 바오터우의 북쪽에서 폭이 넓어져 고원을 형성해 러허의 북동쪽까지 뻗어있다. 총 길이는 약 1000km에 이른다.
중국 기록에 따르면 기원전 200년 경에 산맥은 흉노의 통치자 묵돌 선우의 근거지였다. 진한시대에 만리장성은 산맥의 남쪽 비탈을 따라 세워졌다. 산맥은 또한 암면 조각으로 유명하다.